# Kočane (gmina Doljevac)
Kočane (cyr. Кочане) – wieś w Serbii, w okręgu niszawskim, w gminie Doljevac. W 2011 roku liczyła 1451 mieszkańców.